# Nachträgliche Begründungstendenz
Die nachträgliche Begründungstendenz (englisch Post-purchase rationalisation, bzw. post-purchase rationalization) beschreibt die Tendenz, getätigte (weniger sinnvolle) Käufe im Nachhinein mit rationalen Argumenten zu begründen. Der wirtschaftspsychologische Begriff beschreibt eine im ökonomischen Bereich häufige Form der Rationalisierung.

## Beschreibung
Verbraucher erwerben manchmal unnötige, fehlerhafte oder überteuerte Dinge und schreiben diesen nach dem Kauf unbewusst eine dermaßen hohe Bedeutung oder Qualität zu, dass sie nachhaltig von der Richtigkeit des Erwerbs überzeugt sind. Dadurch wird das Gefühl oder die Erkenntnis, ein unnützes, schlechtes oder überteuertes Produkt gekauft zu haben, abgeschwächt oder sogar negiert.
Das psychologische Phänomen wird in Anlehnung an die Entwicklung der Zuneigung von Geiseln zu Entführern auch das Buyer’s Stockholm Syndrome (zu Deutsch: Käufer-Stockholm-Syndrom) genannt. Psychologen beschreiben es als das Bedürfnis, zu einem einmal gemachten Bekenntnis zu stehen und kognitive Dissonanz zu unterdrücken.